# いわみちさくら
いわみち さくらは、日本の漫画家。女性。神奈川県出身。福島県在住。犬猫ネタをメインに描く。自身も猫好きである。

## 作品リスト
シリーズ以外は50音順。

### 単行本
- 『うちの犬物語』 あおば出版（あおばコミックス）全1巻
  - 「犬っこ倶楽部」連載
- 『家庭内猫王国』 あおば出版（あおばコミックス）全3巻
- 『さび猫でるでる天国』 竹書房（BAMBOO COMICS）既刊1巻
  - 「まんがライフオリジナル」増刊号 2001年 - 2007年 連載
  - 「ねこじかん」2007年冬号
- 『しあわせ“ねこごはん”』 宝島社 全1巻
- 『しあわせねこライフ』 宝島社 全2巻 - 第1巻は『しあわせ“ねこごはん”』の改題再録
- 『新・家庭内猫王国』講談社コミッククリエイト（ワイドKC）全2巻
  - 「ねこたま」2006年10、12月号、2007年2、4、6、8月号 連載
  - 「ハムスペ」2006年10月号 - 2007年7月号 連載
  - 「ねこさま」2007年12月号、2008年2、4月号 連載
  - 「ねこころ」2008年6、8、10、12月号、2009年2、4、6、8、10、12月号、2010年2、4月号 連載
- 『でこぼこ猫家族シリーズ』 あおば出版（あおばコミックス）全2巻
  - 『でこぼこ猫家族』
    - 「猫っこ倶楽部 猫たちの行動観察レポート」1 - 2 連載
    - 「猫っこ倶楽部」3 - 7 連載

  - 『続 でこぼこ猫家族』
    - 「猫っこ倶楽部」8 - 15 連載
    - 「新・猫っこ倶楽部」1 - 2 連載
- 『でこぼこ猫家族＋』『続 でこぼこ猫家族＋』 ジャイブ - 『でこぼこ猫家族』『続 でこぼこ猫家族』の新装版
- 『ねこ道楽シリーズ』 ぶんか社（BUNKASHA COMICS）既刊9巻
  - 『ねこ 道楽』
    - 「ねこのあくび」2006年Vol.1 - 3、2007年Vol.4 - 9、2008年Vol.10 - 9月号 連載

  - 『ねこ 道楽いわしぐも』
    - 「ねこのあくび」2008年11月号、2009年1、3、5、7、9、11月号、2010年11月号 連載
    - 「別冊本当にあった笑える話」2009年11月号、2010年1、3、4、5 - 8月号 連載

  - 『ねこ道楽リハウス』
    - 「別冊本当にあった笑える話」』2010年10月号 - 2012年1月号 連載

  - 『ねこ道楽 なかよし』
    - 「別冊本当にあった笑える話」2012年2月号 - 2013年6月号 連載
    - 「本当にあった笑える話Pinky」2011年6月号 掲載

  - 『ねこ道楽 おだんご』
    - 「別冊本当にあった笑える話」2013年7月号 - 2014年9月号 連載
    - 「本当にあった笑える話Pinky」2014年11月号 - 12月号 連載

  - 『ねこ道楽 おでかけ』
    - 「本当にあった笑える話Pinky」2015年1月号 - 2016年4月号 連載

  - 『ねこ道楽 おひるね』
    - 「本当にあった笑える話Pinky」2016年5月号 - 12月号、2017年9月号 連載

  - 『ねこ道楽 もふもふ9匹』
    - 「本当にあった笑える話Pinky」2017年10月号 - 2019年1月号 連載

  - 『ねこ道楽 おげんき』
    - 「本当にあった笑える話Pinky」2019年2月号 - 2020年12月号 連載
- 『猫のお医者さん』『続・猫のお医者さん』 あおば出版（あおばコミックス）
- 『ねこまんたん』 日本出版社（にゃんコミ）全1巻
  - 「まんが ねこのしっぽ」2005年7月号 - 2007年7月号 連載
- 『ねこるつぼ』 ホーム社（集英社ホームコミックス）全1巻
  - 「ぷら＠ほ～む」2003年3月 - 2010年1月 連載
  - 「ねこねこ横丁」2010年4月 - 9月 連載
- 『バケ猫のタンゴ』 あおば出版（あおばコミックス）全2巻 - デビュー作
  - 「Lady's comic sakura」EX 9 - 12
  - 「Sakura mystery」1999年1月号 - 8月号
- 『本日の猫事情シリーズ』 祥伝社（Feel comics gold）全10巻
  - 『本日の猫事情』全8巻
    - 「FEEL YOUNG」2001年1月号 - 2010年7月号 連載

  - 『本日の猫事情 PLUS』全1巻 - 全て描き下ろし
  - 『本日の猫事情 ねこまんたん編』全1巻
    - 「ねこまんたん」#1 - 11 連載
    - 「まんが ねこのしっぽ」2007年9月号 - 2009年5月号 連載
- 『猫味シリーズ』 実業之日本社
  - 『ほんのり猫味』
    - 「『週刊漫画サンデー」2011年11月15日号 - 2013年3月5日号 連載

  - 『まったり猫味』
    - 「ねこきゅん」vol.1 - vol.16 連載
- 『マイニチ♥ねこシリーズ』 学研マーケティング（Pichi Comics）→大都社（ダイトコミックス、ダイトコミックスPET）
  - 『マイニチ♥ねこ』全1巻
    - 「ねことも（漫画ボン増刊）」連載

  - 『マイニチねこ盛り』全2巻 - 『マイニチ♥ねこ』のタイトルで連載
    - 「ねことも」vol.1 - 12、vol.14 - 20 連載

  - 『マイニチねこざんまいシリーズ』既刊4巻 - 『マイニチ♥ねこ』のタイトルで連載
    - 『マイニチねこざんまい』
      - 「ねことも」2012年10月号 - 2015年4月号 連載

    - 『マイニチねこざんまい 大盛』
      - 「ねことも」2015年4月号 - 2017年10月号 連載

    - 『マイニチねこざんまい デイ＆ナイト』
      - 「ねことも」2017年12月号 - 2020年2月号 連載

    - 『マイニチねこざんまい 日々是猫風景』
      - 「ねことも」2020年4月号 - 2022年8月号 連載

### アンソロジーコミック
- 「うちの猫 猫アンソロジー」ラポート（ラポートコミックス）
- 「でぶねこシリーズ」 祥伝社（Feel comics）
- 「にゃんスペ」イースト・プレス（どうぶつコミックス）
- 「にゃんソロ」イースト・プレス
- 「ねこだまプチ」 あおば出版（あおばコミックス） - 掲載済み作品の再録
- 「猫っこ倶楽部」「新・猫っこ倶楽部」 あおば出版（あおばコミックス）